# Чемпионат СССР по самбо 1968
22-й Чемпионат СССР по самбо проходил в Липецке с 21 по 24 ноября 1968 года. В соревнованиях участвовало 94 спортсмена.

## Медалисты
| Весовая категория           | Золото                                     | Серебро                                        | Бронза                                                                                    |
| --------------------------- | ------------------------------------------ | ---------------------------------------------- | ----------------------------------------------------------------------------------------- |
| Наилегчайший вес (до 58 кг) | Х. Разыкулов «Динамо» (Ташкент)            | Ким Недбайло Советская Армия (Белорусская ССР) | Г. Бейнашвили «Буревестник» (Грузинская ССР) Валентин Савченко Советская Армия (РСФСР)    |
| Легчайший вес (до 62 кг)    | Николай Козицкий Советская Армия (Киев)    | Виктор Бутырский «Динамо» (Москва)             | Шенгели Пицхелаури «Буревестник» (Грузинская ССР) Н. Бейнашвили «Динамо» (Грузинская ССР) |
| Полулёгкий вес (до 66 кг)   | Олег Степанов Советская Армия (Москва)     | Анатолий Рассадкин «Труд» (Москва)             | В. Мацук «Буревестник» Москва Сергей Суслин Советская Армия (Ленинград)                   |
| Лёгкий вес (до 70 кг)       | Давид Рудман «Динамо» (Москва)             | Валерий Наталенко Советская Армия (Ленинград)  | А. Новиков «Динамо» (Украинская ССР) Александр Колпаков Советская Армия (РСФСР)           |
| Полусредний вес (до 75 кг)  | Андрей Цюпаченко «Динамо» (Москва)         | Сергей Великотный «Даугава» (Латвийская ССР)   | Анатолий Столбов «Динамо» (РСФСР) Вахтанг Борчашвили «Динамо» (Грузинская ССР)            |
| Средний вес (до 80 кг)      | Анатолий Бондаренко Советская Армия (Киев) | С. Косоев «Динамо» (РСФСР)                     | Г. Гоголоури Советская Армия (Грузинская ССР) А. Несенюк «Зенит» (РСФСР)                  |
| Полутяжёлый вес (до 87 кг)  | Анатолий Юдин «Буревестник» (Москва)       | Владимир Покатаев «Буревестник» (РСФСР)        | В. Кайрис «Жальгирис» (Литовская ССР) Кирилл Романовский «Буревестник» (РСФСР)            |
| Тяжёлый вес (свыше 87 кг)   | В. Кузнецов Советская Армия (Москва)       | Василий Усик «Молдова» (Молдавская ССР)        | Игорь Андроников «Динамо» (Ленинград) Р. Одишелидзе Советская Армия (Грузинская ССР)      |